# Mistrzostwa Świata w Narciarstwie Alpejskim 2025 – kombinacja drużynowa mężczyzn
Kombinacja drużynowa mężczyzn na 48. Mistrzostwach Świata w Narciarstwie Alpejskim odbyła się 12 lutego 2025 roku. Konkurencja ta po raz pierwszy znalazła się w programie mistrzostw świata. Pierwszymi mistrzami zostali Szwajcarzy z drużyny 1: Franjo von Allmen i Loïc Meillard, drugie miejsce zajęli Szwajcarzy z drużyny 2: Alexis Monney i Tanguy Nef, a brązowy medal wywalczyła szwajcarska drużyna nr 4: Stefan Rogentin i Marc Rochat. Zawody odbyły się na trasach Schneekristall/Zwölfer (zjazd) i Ulli Maier (slalom).

## Wyniki
| Pozycja | Nr | Drużyna                                                      | Czas                    | Strata |
| ------- | -- | ------------------------------------------------------------ | ----------------------- | ------ |
| 01 !    | 15 | Szwajcaria 1 · Franjo von Allmen · Loïc Meillard             | 2:42,38 1:42,11 1:00,27 | —      |
| 02 !    | 9  | Szwajcaria 2 · Alexis Monney · Tanguy Nef                    | 2:42,65 1:42,09 1:00,56 | +0,27  |
| 03 !    | 10 | Szwajcaria 4 · Stefan Rogentin · Marc Rochat                 | 2:42,81 1:43,17 59,64   | +0,43  |
| 4       | 11 | Stany Zjednoczone 1 · Ryan Cochran-Siegle · Benjamin Ritchie | 2:43,07 1:43,35 59,72   | +0,69  |
| 5       | 17 | Austria 2 · Daniel Hemetsberger · Fabio Gstrein              | 2:43,18 1:43,04 1:00,14 | +0,80  |
| 6       | 4  | Włochy 2 · Florian Schieder · Tobias Kastlunger              | 2:43,31 1:43,06 1:00,25 | +0,93  |
| 7       | 13 | Włochy 3 · Mattia Casse · Stefano Gross                      | 2:43,45 1:43,10 1:00,35 | +1,07  |
| 8       | 25 | Niemcy · Simon Jocher · Linus Straßer                        | 2:43,58 1:44,16 59,42   | +1,20  |
| 9       | 3  | Norwegia 2 · Adrian Smiseth Sejersted · Timon Haugan         | 2:43,68 1:43,14 1:00,54 | +1,30  |
| 10      | 5  | Francja 4 · Matthieu Bailet · Victor Muffat-Jeandet          | 2:43,86 1:43,87 59,99   | +1,48  |
| 11      | 27 | Szwecja · Felix Monsén · Kristoffer Jakobsen                 | 2:44,21 1:46,42 57,79   | +1,83  |
| 12      | 1  | Francja 2 · Maxence Muzaton · Steven Amiez                   | 2:44,48 1:43,22 1:01,26 | +2,10  |
| 13      | 23 | Estonia · Juhan Luik · Tormis Laine                          | 2:45,16 1:45,45 59,71   | +2,78  |
| 14      | 20 | Francja 3 · Nils Alphand · Paco Rassat                       | 2:45,17 1:44,33 1:00,84 | +2,79  |
| 15      | 8  | Stany Zjednoczone 2 · Bryce Bennett · Jett Seymour           | 2:45,30 1:45,11 1:00,19 | +2,92  |
| 16      | 26 | Czechy 1 · Jan Zabystřan · Kryštof Krýzl                     | 2:45,52 1:43,40 1:02,12 | +3,14  |
| 17      | 2  | Kanada · Brodie Seger · Erik Read                            | 2:45,88 1:45,06 1:00,82 | +3,50  |
| 18      | 22 | Słowenia · Nejc Naraločnik · Miha Oserban                    | 2:46,29 1:44,62 1:01,67 | +3,91  |
| 19      | 24 | Finlandia 2 · Jaakko Tapanainen · Jesper Pohjolainen         | 2:47,40 1:47,06 1:00,34 | +5,02  |
| 20      | 36 | Czechy 3 · Patrik Forejtek · Marek Müller                    | 2:47,76 1:46,76 1:01,00 | +5,38  |
| 20      | 32 | Izrael · Barnabás Szőllős · Benjamin Szőllős                 | 2:47,76 1:45,27 1:02,49 | +5,38  |
| 22      | 21 | Słowacja · Matej Prieložný · Adam Nováček                    | 2:47,79 1:46,82 1:00,97 | +5,41  |
| 23      | 34 | Hiszpania · Ander Mintegui · Joaquim Salarich                | 2:47,96 1:46,61 1:01,35 | +5,58  |
| 24      | 29 | Łotwa · Lauris Opmanis · Elvis Opmanis                       | 2:52,82 1:47,41 1:05,41 | +10,44 |
| 25      | 35 | Ukraina 1 · Taras Filiak · Roman Cybełenko                   | 2:57,65 1:49,09 1:08,56 | +15,27 |
| 26      | 33 | Ukraina 2 · Iwan Kowbasniuk · Dmytro Szepiuk                 | 2:58,20 1:51,14 1:07,06 | +15,82 |
| 27      | 37 | Ukraina 3 · Maksym Marijczyn · Artem Sołdatenko              | 3:01,95 1:49,17 1:12,78 | +19,57 |
| —       | 6  | Włochy 1 · Dominik Paris · Alex Vinatzer                     | — 1:42,55 DNF           | DNF    |
| —       | 7  | Szwajcaria 3 · Justin Murisier · Daniel Yule                 | — 1:43,23 DNF           | DNF    |
| —       | 12 | Francja 1 · Nils Allègre · Clément Noël                      | — 1:43,24 DNF           | DNF    |
| —       | 14 | Austria 1 · Vincent Kriechmayr · Manuel Feller               | — 1:43,40 DNF           | DNF    |
| —       | 19 | Włochy 4 · Christof Innerhofer · Filippo Della Vite          | — 1:43,71 DNF           | DNF    |
| —       | 28 | Austria 4 · Stefan Eichberger · Dominik Raschner             | — 1:43,90 DNF           | DNF    |
| —       | 18 | Finlandia 1 · Elian Lehto · Eduard Hallberg                  | — 1:44,31 DNF           | DNF    |
| —       | 16 | Austria 3 · Stefan Babinsky · Marco Schwarz                  | — 1:44,55 DNF           | DNF    |
| —       | 30 | Norwegia 1 · Fredrik Møller · Atle Lie McGrath               | — 1:48,28 DNF           | DNF    |
| —       | 31 | Czechy 2 · Jan Koula · Aldo Tomášek                          | — DNF —                 | DNF    |